# Библиотека „Милован Глишић“ Мионица
Библиотека Милован Глишић је установа културе у Мионици, основана 1936. Библиотека припада Колубарском округу. Матична библиотека Љубомир Ненадовић у Ваљеву је матична за Библиотеку у Мионици.

## Оснивање
Мионица је деценијама била средиште Колубарског округа, као и центар културно-забавног живота. Међутим, у њој све до 1936. године није постојала библиотека. Године 1936, оснива се под окриљем Просветно-културног друштва Милован Глишић и библиотека.
До оснивања библиотеке у оквиру Културно–просветног друштва дошло је на иницијативу групе интелектуалаца, радника и омладине из овог места. Мионичани су срдачно поздравили овај подухват доприносећи да библиотека добије праву физиономију. Од самог почетка уписан је велики број чланова који су разврстани по висини уплате на утемељиваче, добротворе, редовне и помажуће чланове.
Одмах по оснивању Друштво је узело под закуп просторију у коју је смештено око 400 примерака књига, углавном домаћих писаца и руских и француских класика. Извршена је претплата на неколико листова, набављен је и најнужнији инвентар и почело се са радом. Убрзо је ова просторија постала главно стециште омладине, која је, узимала књиге на читање, читала овде штампу, играла шах и договарала се о организовању забавног живота. Почели су се стицати и читаоци књига и из оближњих села.
Рат је прекинуо активан петогодишњи рад. Књижница, која која је тада већ имала преко хиљаду примерака књига, пренета је у канцеларију основне школе. Ту је највећи део овог фонда уништио непријатељ боравећи у школским зградама.